# 傅皓
傅皓（15世紀—16世紀），字孔暘，河南開封府祥符縣人，明朝政治人物。

## 生平
傅皓個性慈愛，景泰七年（1456年）中式河南鄉試第二名舉人。成化年間，授北通州同知，為政寬厚平易，甚得民心，秩滿時州民赴吏部乞留，適逢知州缺任，吏部即讓他轉任通州知州。通州四方輻輳，貴戚和宦官寺田莊居佔了大半，號稱難治，他公正裁決，不接受餽贈，旁邊府縣有冤獄都會親自到當地聽斷，又體恤地方民情，不隨便行刑罰，但嚴行裁省之法，權貴不敢私謁，又興建學校造就人才，將滿任時人民又乞留，最終加級朝列大夫、陞布政司參議管州事。有清軍御史巡按地方，捕獲逃兵親自鑑別入獄，遣人代為戍軍，他嘆息：「無罪而需代戍，豈是制度？」上奏後得免。
改山東濟寧知州，通州人哭送數十里，在濟寧三年節財而愛民，惠政有聲譽，之後以年老辭官。

## 引用
1. ↑  光緒《祥符縣志·卷十七·人物志》：傅皓，字孔暘，祥符人，景泰甲子【丙子】鄉試第二名，成化時授順天府通州同知，寬厚平易甚得民心，及代去州民伏闕保留，轉本州知州，嚴裁省之法，權貴不敢干以私，任十二年加朝列大夫俸級，改知濟寧州，尋以老請歸。 見府志
2. ↑  乾隆《（北）通州志·卷六·官師》：傅皓，河南祥符人，成化間由舉人先任本州同知，治得民心，秩滿百姓赴吏部乞留，會州守缺即擢任，皓性慈愛，為政務順民情、不任刑罰，以學校為造就人才，地亟經營修整之，將滿民又乞留，加布政司叅議管州事，前後兩任十有八年，祀名宦。
3. ↑  《古今圖書集成·明倫彙編·官常典·卷六百三十七》：傅皓 按《開封府志》：「皓字孔暘，祥符人。授通州同知，寬厚平易，在任八年，民惟恐擢去。通州守缺，百姓數千人叩闕乞擢皓為守，上允之。通為水陸輻輳之地，勳戚宦寺田莊居大半，素號難治，一切裁以法。凡驛遞船馬餽遺非度者，悉寢不行。鄰郡遇有冤獄弗白者，咸赴所使者願下聽斷。上疏論戶口食鹽，民鈔歲輸官鹽無給，不報。因通融里甲，立取鹽法，後踵行之不廢。有清軍御史者，按郡捕得逃伍者，親識，即繫之獄，遣行以代。皓歎曰：「無罪而代戍，豈制耶？」遂以情奏，竟免。改知濟寧州，通民泣送數十里，攀戀不忍捨去。守濟三年，節財愛民，惠政懋著。請老歸汴，前後典郡二十三年，清慎無間始終云。」